# My maszyny
My maszyny – druga z kolei płyta zespołu Farben Lehre wydana w 1993 roku nakładem wydawnictwa Arston. Album sprzedał się w nakładzie ponad 20 tysięcy egzemplarzy.

## Lista utworów (wydanie CD)
1. „Intro” – 0:59
2. „Maszyny” – 3:17
3. „Akcja – segregacja” – 3:16
4. „Miasto” – 3:25
5. „Nierealne ogniska” – 4:20
6. „Epidemia” – 3:19
7. „Mam w d...” – 4:07
8. „Handel” – 3:29
9. „Idziemy przez czas” – 3:39
10. „Dedykacja” – 2:28
11. „Credo” – 3:20
12. „Moja wiara” – 3:22
13. „Jutro przed nami” – 4:12
14. „Ulice milczą” – 3:04
15. „Egoiści” – 3:59

## Lista utworów (wydanie kasetowe)
1. „Maszyny” – 4:16
2. „Akcja – segregacja” – 3:16
3. „Miasto” – 3:25
4. „Nierealne ogniska” – 4:20
5. „Epidemia” – 3:19
6. „Mam w d...” – 4:07
7. „Handel” – 3:29
8. „Idziemy przez czas” – 3:39
9. „Dedykacja” – 2:28
10. „Credo” – 3:20
11. „Moja wiara” – 3:22
12. „Jutro przed nami” – 4:12
13. „Pożar w Kwaśniewicach” – 2:07

## Wersja demo albumu
W roku 1992, zespół wydał nakładem Naleśnik Tapes Ok (również Arlekin Tapes), wersję demo albumu pod tym samym tytułem. Różnica była przede wszystkim w warstwie tekstowej, a utwór „Akcja - segregacja”, posiadał zupełnie inny tekst, którego w ostatecznej wersji utworu nie wykorzystano. Ponadto w tym okresie (czerwiec 1991 roku) powstał utwór „Moja wiara”, a „Niezdecydowani”, to pierwsza wersja utworu „Idziemy przez czas”. Pojawia się tu też wersja demo utworu „Mania manipulacji”. Okładkę do tego wydania wykonał Prosiak.
Lista utworów: 
1. „Maszyny” - 3:35
2. „Akcja - segregacja” - 3:14
3. „Miasto” - 3:25
4. „Nierealne ogniska” - 4:23
5. „Epidemia agresji” - 3:15
6. „Mania manipulacji” - 3:36
7. „Handel” - 2:48
8. „Niezdecydowani” - 3:54
9. „Dedykacja” - 2:27
10. „Moja wiara” - 3:14
11. „Jutro” - 4:24
12. „Ulice milczą” - 2:59

## Muzycy
- Wojciech Wojda – śpiew, teksty
- Robert Chabowski – gitara, śpiew
- Piotr Kokoszczyński – bas, śpiew
- Bogdan Kiciński – gitara
- Adam Mikołajewski – perkusja

oraz
- Krzysztof Sieczkowski – perkusja („Egoiści”)